# 無限誌
《無限誌》為一份發行於台灣的電子漫畫雜誌，由青文出版社出版，2015年2月12日創刊。創刊時標榜與日本最大的電子書系統業者Voyager（ボイジャー）公司合作，使用EPUB3格式電子書，以串流的方式提供線上閱讀；青文出版社並請來Voyager社長鎌田純子蒞臨創刊記者會。

## 刊登漫畫
- 魯蛇少女的不可思議神顏大冒險（周顯宗）
- 用漫畫攻略三國的正確方法（許瑞峰）
- 神奇寶貝SPECIAL X・Y（日下秀憲、山本智）

## 完結漫畫
- 機甲英雄fight（惟丞、好面）
- 奇人密碼之古國祕神錄（千翼夢行、秦儀）
- 妖怪轉學生（阿維）
- 異形貼紙（周顯宗）

## 外部連結
- （繁體中文）無限誌